# 三木原浩史
三木原 浩史（みきはら ひろし、1947年11月23日 - ）は、日本のフランス文学者、神戸大学名誉教授。
神戸市生まれ。本名・浩。1971年、京都大学文学部仏文科卒。1977年、同大学院文学研究科博士課程を中退し、大阪教育大学専任講師。1982年、助教授。1990年、神戸大学教養部助教授となり、1992年に同国際文化学部助教授に転じ、1995年に教授、2007年に国際文化学研究科教授となった後、2012年に定年退任、名誉教授。専攻はフランス文学、フランス文化論。特にシャンソンについて研究した。

## 著書
- シャンソンの四季 フランス文化断章・空想の講演集、彩流社 1994
- シャンソンはそよ風のように フランス紀行・文化断想、彩流社 1996
- パリ旅物語 サン・シャルル街に雨が降る、彩流社 2002
- シャンソンのエチュード 歌のなかのフランス、彩流社 2005
- シャンソンのメロドラマ 愛と哀しみのバラード、彩流社 2008
- シャンソンの風景 歌の訪問者・心象の解読、彩流社 2012

翻訳
- 「ニオベ」ロマン・ロラン全集 13、みすず書房 1985

## 論文
- Cinii